# Dasyurus spartacus
Dasyurus spartacus är en pungdjursart som beskrevs av Van Dyck 1987. Dasyurus spartacus ingår i släktet pungmårdar och familjen rovpungdjur. IUCN kategoriserar arten globalt som nära hotad. Inga underarter finns listade.
Pungdjuret förekommer i låglandet på södra Nya Guinea. Arten vistas i mera torra savanner och skogar.